# Love Is A Promise Whispering Goodbye
Albums de Your Favorite Enemies
And If I Was To Die In The Morning... Would I Still Be Sleeping With You
(2007)
Love Is A Promise Whispering Goodbye est le second EP du groupe canadien de Rock alternatif Your Favorite Enemies sorti en 2008.

## Liste des chansons
Face A
| No | Titre                                           | Durée |
| -- | ----------------------------------------------- | ----- |
| 1. | Open Your Eyes                                  | 3:50  |
| 2. | The Voice Inside                                |       |
| 3. | Would You Believe                               |       |
| 4. | Little Sister (version acoustique)              | 4:36  |
| 5. | Midnight's Crashing (version acoustique)        | 3:38  |
| 6. | No Time Left For Confusion (version acoustique) |       |
| 7. | Open Your Eyes (version acoustique)             | 3:50  |

Face B
| No | Titre                                           | Durée |
| -- | ----------------------------------------------- | ----- |
| 1. | Open Your Eyes                                  | 3:50  |
| 2. | Sunset Blow                                     |       |
| 3. | No Time Left For Confusion                      |       |
| 4. | Little Sister (version acoustique)              | 4:36  |
| 5. | Midnight's Crashing (version acoustique)        | 3:38  |
| 6. | No Time Left For Confusion (version acoustique) |       |
| 7. | Open Your Eyes (version acoustique)             | 3:50  |

Édition Spéciale
| No  | Titre                                           | Durée |
| --- | ----------------------------------------------- | ----- |
| 1.  | Open Your Eyes                                  | 3:50  |
| 2.  | The Voice Inside                                | 4:05  |
| 3.  | Would You Believe                               | 4:14  |
| 4.  | I Might Be Wrong                                | 3:46  |
| 5.  | No Time Left For Confusion                      | 3:55  |
| 6.  | Sunset Blow                                     | 3:26  |
| 7.  | Little Sister (version acoustique)              | 4:52  |
| 8.  | Midnight's Crashing (version acoustique)        | 4:41  |
| 9.  | No Time Left For Confusion (version acoustique) | 4:41  |
| 10. | Open Your Eyes (version acoustique)             | 4:38  |